# シャリアピン・ステーキ
シャリアピン・ステーキ（英：Chaliapin steak）とは、牛肉を使ったマリネステーキの一種。1936年（昭和11年）に日本に訪れたオペラ歌手、フョードル・シャリアピンの求めに応じて作られた。日本以外の地域ではほとんど知られていない、日本特有のステーキ料理である。

## 概要
当時歯痛もしくは入れ歯の不具合に悩まされていたシャリアピンの、柔らかいステーキが食べたいという要望に応えて、帝国ホテル「ニューグリル」の料理長だった筒井福夫により考案された。
肉を柔らかくするためによく叩いて薄くした牛肉をタマネギのみじん切りに漬け込む料理法が特徴である。タマネギに含まれるタンパク質分解酵素の作用で肉が柔らかくなるとされている。筒井はタマネギを使用する調理法の発想を、すき焼きから得たという説もある。

## 応用と発展

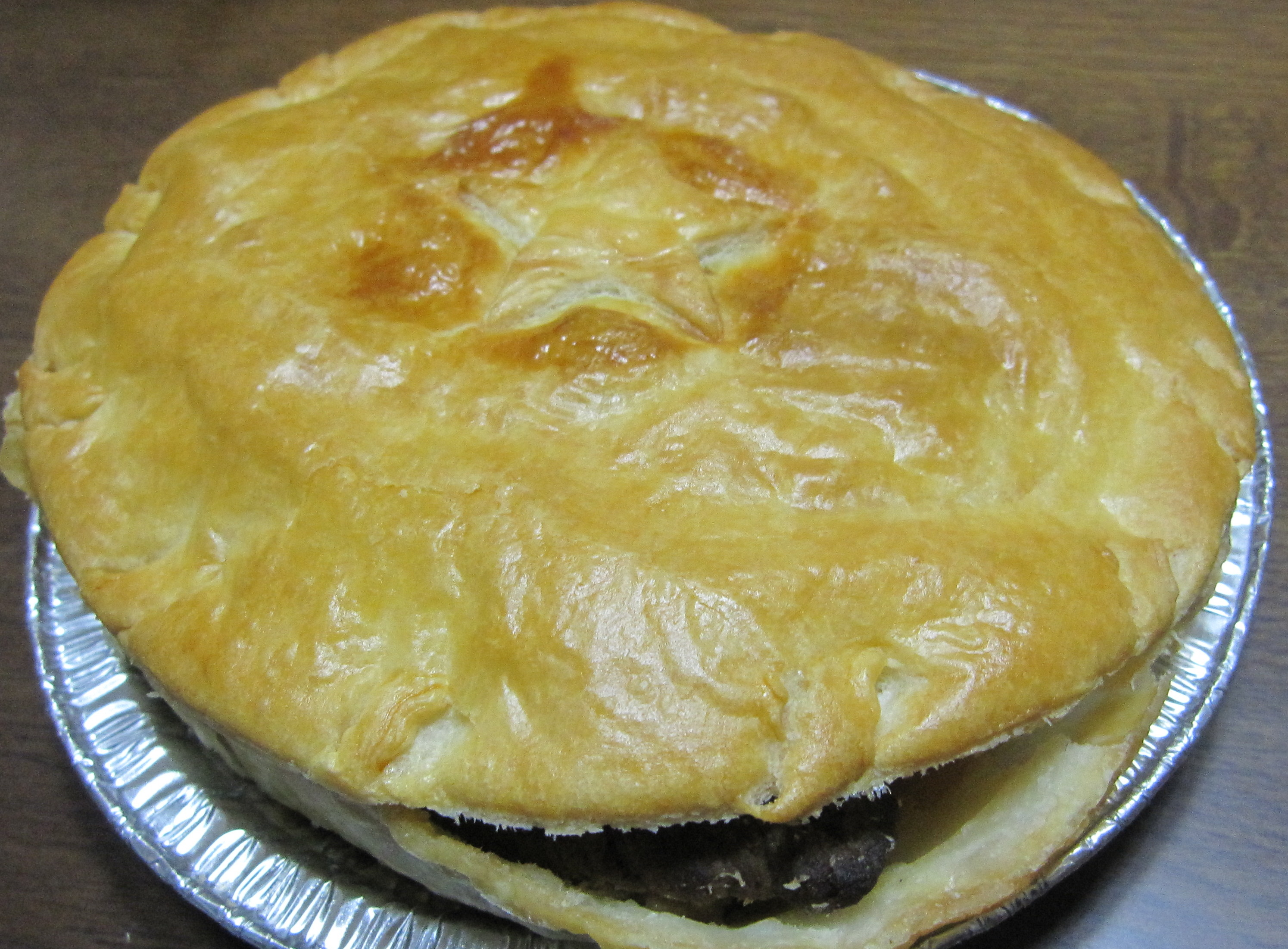
帝国ホテルのシャリアピン・パイ

- シャリアピン・ソース - タマネギとニンニクを用いたステーキソース。
- シャリアピン・ハンバーグ - シャリアピン・ソースで食するハンバーグ。
- シャリアピン・パイ - タマネギで柔らかくした肉を使用したミートパイ。帝国ホテルのメニューにある。